# Sân bay Faya-Largeau
Sân bay Faya-Largeau là một sân bay ở thành phố Faya-Largeau, Borkou, Tchad.

## Vị trí và cơ sở hạ tầng
Sân bay nằm ở độ cao 235 m so với mực nước biển. Nó có một đường băng trải nhựa với kích thước 2.800 x 45 mét (9.186 ft × 148 ft).

## Hãng hàng không và điểm đến
| Hãng hàng không  | Các điểm đến      |
| ---------------- | ----------------- |
| Tchadia Airlines | Abéché, N'Djamena |